# Epidendrum microdendron
Epidendrum microdendron är en orkidéart som beskrevs av Heinrich Gustav Reichenbach. Epidendrum microdendron ingår i släktet Epidendrum och familjen orkidéer. Inga underarter finns listade i Catalogue of Life.